# L'Homme tranquille
Pour les articles homonymes, voir L'Homme tranquille (homonymie).
Pour plus de détails, voir Fiche technique et Distribution.

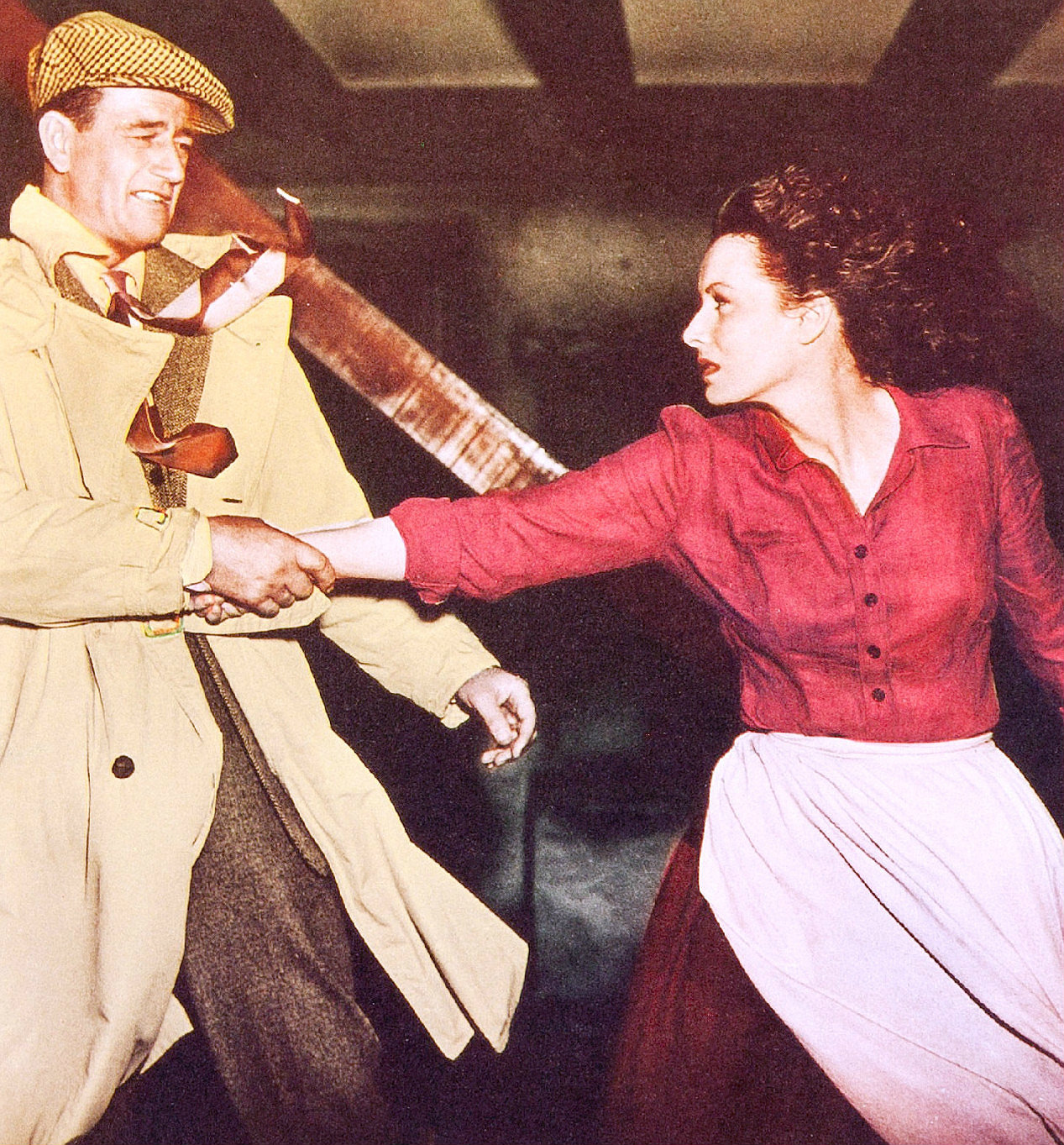
John Wayne et Maureen O'Hara

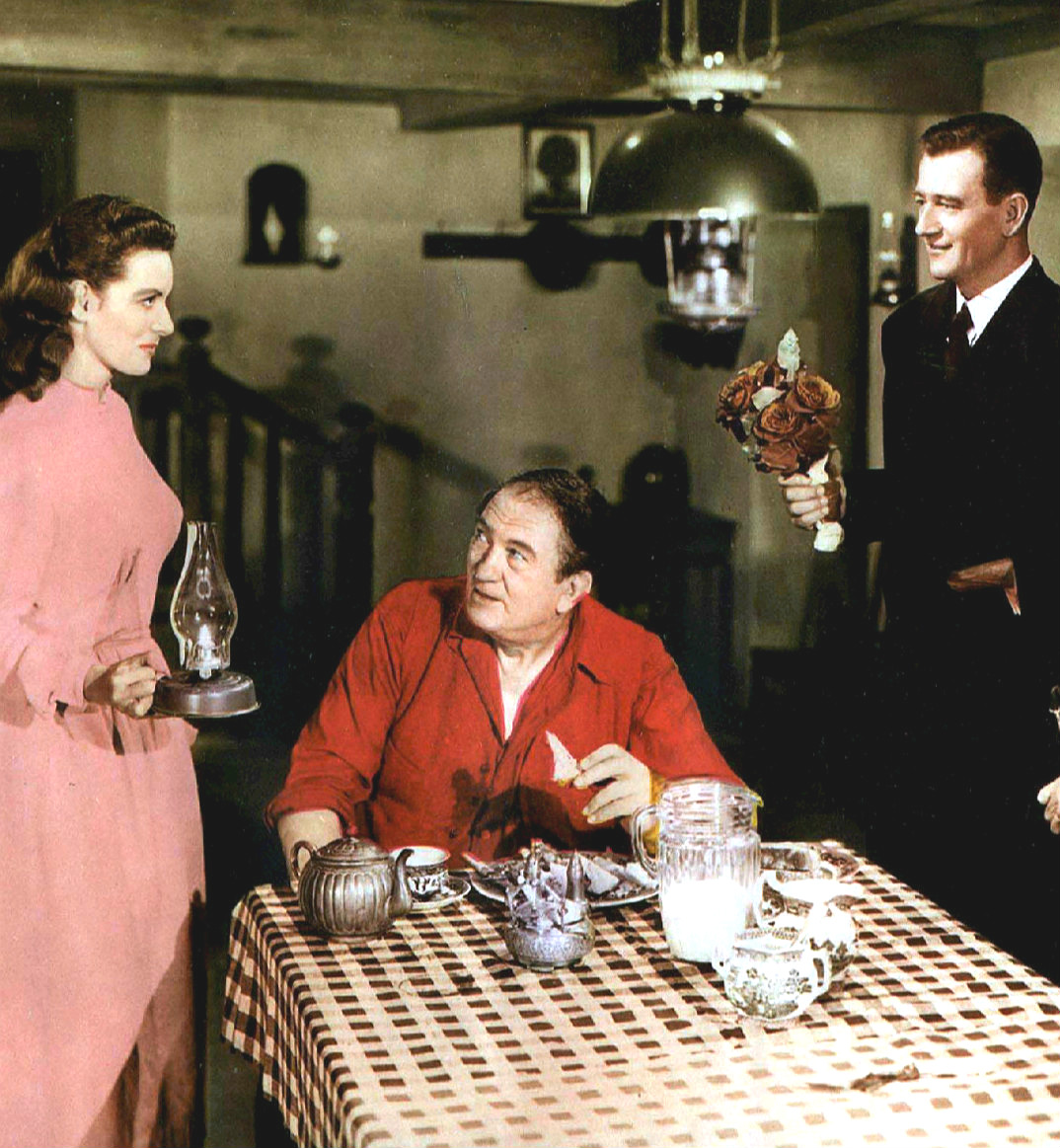
Maureen O'Hara, Victor McLaglen et John Wayne

L'Homme tranquille (titre original : The Quiet Man) est un film américain réalisé par John Ford et sorti en 1952, avec John Wayne, Maureen O'Hara, Barry Fitzgerald et Victor McLaglen dans les rôles principaux.
Le film reçut deux Oscars (réalisation et photographie) et fut présenté en compétition à la Mostra de Venise (1952). Inspiré d’une nouvelle de Maurice Walsh et scénarisé par Frank S. Nugent, ce film eut du mal à trouver des producteurs, qui ne croyaient pas à la rentabilité de cette histoire d’amour « à l'irlandaise ». Finalement, il fut l’un des plus grands succès de John Ford, aussi bien critique que public,.

## Synopsis
À la suite de la mort de son adversaire au cours d'un combat, le boxeur Sean Thornton décide d'abandonner sa carrière en Amérique et de regagner son Irlande natale pour s'y installer et couler des jours paisibles. Il s'attire pourtant rapidement l'animosité de Will « Red » Danaher, en rachetant le cottage que ce dernier convoitait. Les rapports amoureux que vont nouer Sean et Mary Kate, la sœur de Will, ne vont rien arranger.

## Tournage
Joe Mellotte, un Irlandais de la région, est dans le film la doublure de John Wayne. Joe devait fournir dix paquets de Camel par jour à John, ce dernier ayant passé un accord avec Ford selon lequel il n'abuserait pas de l'alcool et ne toucherait pas aux filles de la région, qui tournaient autour de lui. A Neale, près de Cong, un demi-siècle plus tard, Joe possèdait un bar, un restaurant, l'épicerie et la station-service.

## Fiche technique
- Titre : L'Homme tranquille
- Titre original : The Quiet man
- Réalisation : John Ford
- Assistant réalisateur : Wingate Smith et Andrew V. McLaglen
- Production : Merian C. Cooper, G.B. Forbes, John Ford et L.T. Rosso
- Assistant de production : Michael Wayne (non crédité)
- Sociétés de production : Argosy Pictures / Republic Pictures
- Distribution : Republic Pictures
- Scénario : Frank S. Nugent d'après la nouvelle The Green Rushes de Maurice Walsh
- Musique : Victor Young
- Photographie : Winton C. Hoch et Archie Stout (seconde équipe)
- Montage : Jack Murray
- Décors : Frank Hotaling
- Costumes : Adele Palmer
- Pays de production : États-Unis
- Langue : anglais
- Genre : Comédie
- Durée : 129 minutes
- Format : Couleurs (Technicolor) - 1,37:1 - mono - 35 mm
- Dates de sortie : 
  - Irlande : 21 juillet 1952 (Première à Dublin)
  - Royaume-Uni : 21 juillet 1952 (Première à Londres)
  - États-Unis : 21 août 1952 (Première à New York)
  - États-Unis : 14 septembre 1952
  - France 7 novembre 1952
- Affiche : Clément Hurel (France)

## Distribution
- John Wayne (V.F : Raymond Loyer)  : Sean Thornton
- Maureen O'Hara (V.F : Lita Recio) : Mary Kate Danaher (V.F. : Mary Jane)
- Barry Fitzgerald (V.F : Raymond Rognoni) : Michaleen O'Flynn
- Ward Bond (V.F : Abel Jacquin) : le père Peter Lonergan
- Victor McLaglen (V.F : Marcel Raine) : Will « Red » Danaher
- Mildred Natwick (VF : Hélène Tossy) : Sarah Tillane
- Francis Ford : Dan Tobin
- Arthur Shields : Révérend Cyril Playfair
- Eileen Crowe : Mme Elizabeth Playfair
- Charles B. Fitzsimons (V.F : Jacques Thébault) : Hugh Forbes
- James O'Hara : Père Paul
- Sean McClory (V.F : Claude Bertrand) : Owen Glynn
- Jack MacGowran : Feeney
- Mae Marsh : La mère du père Paul
- Michael Wayne, Patrick Wayne (non crédités) : Jeunes garçons aux courses
- Joseph O'Dea (V.F : Claude Péran) : Molouney
- Narration : Abel Jacquin

## Autour du film

### Un projet de longue haleine

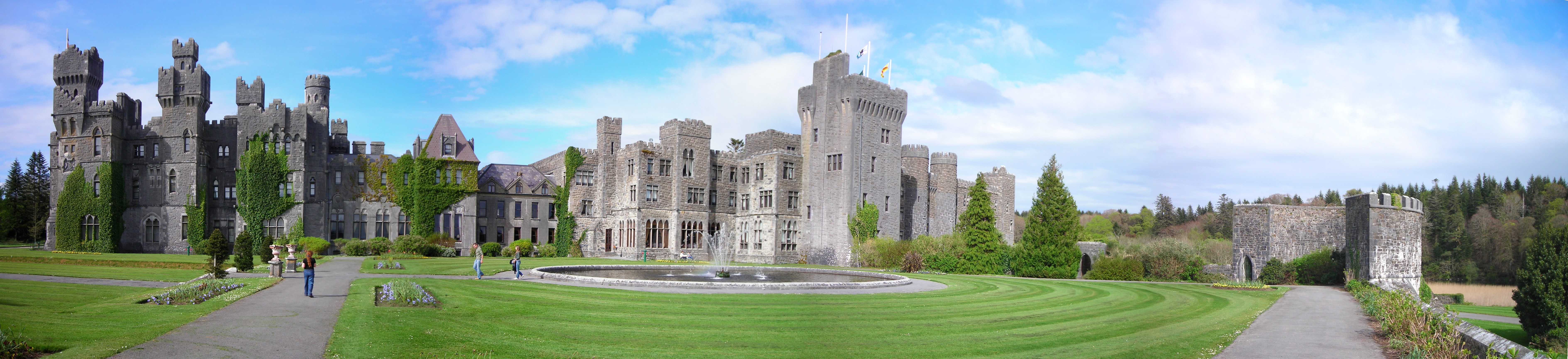
Un panoramique du château d'Ashford

Depuis quinze ans, John Ford désirait porter à l’écran la nouvelle de Maurice Walsh, dont il avait acquis les droits en 1936. Une nouvelle se situant dans une Irlande chère au cœur du fils d’émigrés irlandais qu’est John Ford : « C’est ma première tentative d’histoire d’amour. Je voulais tourner une histoire d’amour entre adultes. »
Après avoir parcouru les plus grandes maisons de production d’Hollywood avec son scénario, la Metro-Goldwyn-Mayer, la 20th Century Fox ou la RKO, John Ford se vit refuser cette histoire que les producteurs qualifièrent « d’idiotie irlandaise romantique et sans intérêt commercial » ; pas une seule compagnie n’accepta de lui confier un sou pour la réalisation du projet.
C’est la RKO qui finalement envisage, la première, de financer l'œuvre à la condition que Ford réalise deux films pour la compagnie et que ceux-ci soient des succès. Ford, qui vient de monter sa propre compagnie, Argosy Pictures, avec le réalisateur/producteur Merian C. Cooper, réalise donc Dieu est mort. Mais c’est un échec commercial, emportant avec cet échec les rêves de production de L’homme tranquille par la RKO.
Puis c’est Alexander Korda et sa compagnie, la London Films, qui sont prêts à financer le film. Mais à la suite d'un désaccord avec Merian C. Cooper, Korda se retire du projet.
Ford avait déjà bien travaillé sur le projet, il avait engagé le scénariste Richard Llewellyn, l’auteur de Qu'elle était verte ma vallée, pour écrire une première version ; Laurence Stallings travailla également sur le scénario, puis Frank S. Nugent signa la version définitive. Ce dernier peaufina le scénario en dix semaines, peu de temps avant le tournage du film.
Pendant toute la durée du projet, Ford avait déjà en tête ses interprètes principaux. Comment imaginer d’autres acteurs que John Wayne, héros récurrent des films de Ford, pour interpréter le rôle de Sean Thornton en colosse vulnérable, et que Maureen O'Hara, la plus rousse de toutes les Irlandaises, dans celui de Mary Kate Danaher. Elle-même irlandaise, née à Dublin, Maureen O'Hara avait déjà participé à un film de John Ford, Qu'elle était verte ma vallée.

L'actrice relata ses week-ends passés à bord de l’Araner, le bateau de John Ford, à prendre des notes sur le scénario et à les retaper, bercée par des disques de musique irlandaise, ainsi que sa participation aux repérages des lieux de tournage et ce, en partie, préconisé pour des raisons d’économies budgétaires. Elle évoqua également les difficultés de Ford à trouver des financements pour tourner le film : 

« Chaque année, nous nous réservions notre été et chaque année il n’y avait toujours pas l’argent et nous ne pouvions pas faire le film. Le scénario avait été proposé à la Fox, à la RKO et à la Warner Bros., et tous les studios trouvaient qu’il ne s’agissait que d’une idiote et stupide petite histoire irlandaise. « Cela ne fera pas un sou, cela ne peut être réussi », disaient-ils. Et les années passaient… John Wayne et moi sommes allés au studio et avons dit : « M. Ford, si vous ne vous dépêchez pas, c’est moi qui jouerai le rôle de la veuve et Duke celui du personnage de Victor McLaglen parce qu’il sera trop vieux ! » »

— Maureen O’Hara
C’est finalement John Wayne, alors sous contrat avec la petite compagnie du « Poverty Row », la Republic Pictures, qui va aider Ford à réaliser son projet en poussant Herbert J. Yates, le patron de la firme, à financer L’homme Tranquille. John Wayne est en effet la seule grande star de cette petite compagnie en étant sa vedette « western » depuis 1935, date de sa création. Mais comme toutes les autres compagnies, Yates est réticent à l'idée de produire L’homme Tranquille qu’il considère comme « un film d’art à la noix » et inquiet pour sa star dans ce rôle plus introspectif qu’à l’accoutumée. Comme la RKO, Yates demande à Ford de réaliser auparavant un film, ce fut Rio Grande, un western tourné en 32 jours seulement. C’est le triomphe commercial et Ford peut enfin réaliser son film.

### La verte Erin
C'est le grand retour de Ford en Irlande. Retour d’un exilé qui après avoir tourné d’autres films plus politiquement marqués sur une Irlande luttant contre l’oppression britannique (Le Mouchard, Révolte à Dublin), va ici décrire un pays sublimé, teinté d’une mélancolie sous-jacente, et qui semble en paix, avec seulement quelques allusions politiques dans les propos de certains protagonistes. Ford, tout comme le personnage de John Wayne, retrouve la terre de ses ancêtres. « Ford fut profondément ému quand il se rendit à la maison de sa famille à Tourberg, An Spidéal. Surtout lorsqu’il vit la chambre et le lit où son grand-père était né. »
Il emmène Yates en repérages en Irlande, avec Ward Bond, autre interprète « fordien » par excellence, et convaincra le producteur d’augmenter le budget initial afin de tourner en extérieurs pour pouvoir bénéficier des beautés naturelles du pays.

« John Ford a demandé à John Wayne et à moi d’accepter une réduction de salaire. Nous avons accepté parce que nous attendions depuis longtemps et que nous avions tellement envie de faire le film. John Wayne accepta cent mille dollars (renonçant aussi à son habituel pourcentage sur les bénéfices) et j’ai touché soixante-cinq mille »

— Maureen O’Hara.

### La «famille fordienne»
Le premier tour de manivelle s’effectue le 6 juin 1951. Le réalisateur s’entoure alors d’une véritable « famille fordienne » composée de parents, collaborateurs, anciens et nouveaux amis, dont beaucoup sont des Irlandais de pure souche. Tout ce petit monde émigre en Irlande, pour un tournage en extérieurs de six semaines, dans le comté de Mayo avec pour quartier général le château d'Ashford, et tourne dans le village de Cong et de ses environs,.
Le propre frère de Ford, Francis Ford, vedette du muet, fait partie de la distribution, dans le rôle de Dan Tobin, le truculent ancêtre du village. Les autres comédiens ne sont pas en reste : ainsi John Wayne emmène avec lui ses quatre enfants qui feront des apparitions dans le film, deux des frères de Maureen O’Hara font partie de la distribution ; Andrew McLaglen, futur réalisateur et fils de Victor McLaglen, est l’assistant réalisateur de Ford, Arthur Shields le frère de Barry Fitzgerald est le révérend Cyril Playfair.
Le film se déroulera dans cette ambiance familiale et chaleureuse. Ford va résumer en un seul film tout son univers et toute sa vision du monde. Dans ce petit village d’Inisfree idéalisé, que les troubles qui agitent l’Irlande ne semblent pas atteindre, et avec tous ces portraits de personnages pittoresques, Ford va créer un petit monde truculent avec une atmosphère onirique et haute en couleur, témoignant d’une connivence et d’une joie de vivre communicatives où les traditions, les coutumes, les conventions ont une importance capitale.
Ford persuadera également Yates de recourir aux caméras Technicolor au lieu du Trucolor, procédé plus économique que la Republic Pictures utilisait avec des « couleurs maison » aux teintes ocre et brunes (voir Johnny Guitare). Et les couleurs seront sublimées, malgré le crachin irlandais qui persiste pendant le tournage et donnera au film une couleur toute particulière. Ernest Day, assistant opérateur, se souvient : « Quand il ne faisait pas beau, on attendait… Dès qu’il y avait une éclaircie, on tournait. »
Ford travaillera encore quelques semaines dans les studios Republic à Hollywood pour terminer son film. Herbert J. Yates, qui n’était guère enthousiaste pour produire le projet, va récolter l’un de ses plus grands succès populaires et critiques pour sa compagnie, productrice essentiellement de films de série B, qui recevra d’ailleurs son unique nomination aux Oscars pour le meilleur film. Sur les sept nominations, deux Oscars seront remportés, l’un pour John Ford, son dernier, comme meilleur réalisateur, l’autre pour Winton C. Hoch et Archie Stout pour la meilleure photographie. L’Homme tranquille restera une des œuvres préférées du public dans la filmographie de Ford.

## Récompenses

### Oscars
L'Homme tranquille a reçu sept nominations et remporté 2 Oscars : 
- Oscar du meilleur réalisateur et Oscar de la meilleure photographie 1952 ;
- nominations pour le meilleur film, meilleur acteur dans un second rôle (Victor McLaglen), meilleur scénario adapté, meilleure direction artistique et meilleur mixage de son.

### Divers
- Grand Prix international et Grand Prix de l'OCIC, Venise 1952.

## Tournage
Le film a été tourné en Irlande :
- Cong ;
- Maam Cross (en) ;
- Oughterard.

## Popularité
- « The Quiet Man » est un nom donné à plusieurs pubs irlandais, dont un à Paris.
- Le documentaire irlandais Innisfree, This Way, réalisé en 1991, part sur les traces du film. En 1992 est réalisé le documentaire américain The Making of The Quiet Man[14].